# Liste englischsprachiger Theater in Ländern anderer Sprache
Liste englischsprachiger Theater in Ländern, in denen Englisch nicht Nationalsprache ist. Aufgenommen werden professionelle Bühnen mit regelmäßigen Spielbetrieb, deren Repertoire überwiegend Englisch ist. Auch professionelle Theaterensembles ohne eigene Bühne können aufgeführt werden.
Nach 1945 entstanden in Kontinentaleuropa etwa 30 englischsprachige Theater, von denen Mitte der 1970er nur noch das Vienna’s English Theatre existierte. Seitdem kamen wieder eine Reihe von Neugründungen hinzu, seit Ende des Kalten Krieges auch in Mittel- und Osteuropa.
| Name des Theaters oder Ensembles      | Stadt             | Land        | Seit | Jetziger Spielort                           | Bemerkungen |
| ------------------------------------- | ----------------- | ----------- | ---- | ------------------------------------------- | --- |
| Tokyo International Players           | Tokio             | Japan       | 1896 | Wechselnder Spielort                        | Das Theater wurde 1896 eröffnet und im Zweiten Weltkrieg durch Bombardierung zerstört. 1949 öffnete das Theater wieder.                                        |
| Vienna’s English Theatre              | Wien              | Österreich  | 1963 | Festsaal des Lehrerhauses in der Josefstadt | Ältestes englischsprachiges Theater außerhalb Großbritanniens in Europa                                                                                        |
| The English Theatre of Hamburg        | Hamburg           | Deutschland | 1976 | Hammonia-Bad in Mundsburg                   | Ältestes englischsprachiges Theater in Deutschland. |
| The English Theatre Frankfurt         | Frankfurt am Main | Deutschland | 1979 | Gallileo-Hochhaus im Bahnhofsviertel        | Mit 300 Plätzen das größte englischsprachige Theater auf dem europäischen Festland.                                                                            |
| London Toast Theatre                  | Kopenhagen        | Dänemark    | 1981 | Theater Glassalen im Tivoli                 | |
| English Theatre Berlin                | Berlin            | Deutschland | 1990 | F40-Theater in Kreuzberg                    | Gegründet unter dem Namen The Friends of Italian Opera nach Some Like It Hot                                                                                   |
| The English Theater Company of Poland | Warschau          | Polen       | 1995 | Wechselnder Spielort                        | Im Theater gastieren regelmäßig Ensembles, die vorher auf dem Edinburgh Festival Fringe aufgetreten sind.                                                      |
| The English Theatre of Rome           | Rom               | Italien     | 1996 | Im Castro Pretorio                          | Gegründet als Off Night Repertory. |
| Prague Playhouse                      | Prag              | Tschechien  | 2003 | Wechselnder Spielort                        | In den 1990ern gab es mit dem Black Box Theatre ein recht großes englischsprachiges Theater, das aber mit schrumpfender Prager „Expat-Szene“ schließen musste. |
| English Theatre Company               | Essen             | Deutschland | 2006 | Stratmanns Theater                          | Eine Inszenierung pro Jahr |
| Open House Theatre Company            | Wien              | Österreich  | 2012 | Wechselnder Spielort                        | Nach der Schließung des 1975 gegründeten International Theatre, wird es seit Juli 2012 unter neuem Namen, Konzept und Creative Team weitergeführt              |